# Panomkorn Saisorn
Panomkorn Saisorn (Thai พนมกรณ์ สายสอน), là một cầu thủ bóng đá và bóng đá trong nhà người Thái Lan thi đấu ở vị trí tiền vệ, và là thành viên của Đội tuyển bóng đá trong nhà quốc gia Thái Lan.